# Scelophysa schoenherri
Scelophysa schoenherri är en skalbaggsart som beskrevs av Dombrow 1999. Scelophysa schoenherri ingår i släktet Scelophysa och familjen Melolonthidae. Inga underarter finns listade i Catalogue of Life.